# سنديان برانسي
السنديان البرانسي أو سنديان البرانس أو سنديان طوزا نوع نباتي شجري من جنس السنديان من الفصيلة الزانية. سمي نسبة إلى جبال البرانس (البيرينيه) بين فرنسا وإسبانيا.

## الموئل والانتشار
ينتشر هذا النوع في مناطق غرب أوروبا والمغرب العربي. موطنه من المغرب إلى إسبانيا والبرتغال وفرنسا وإيطاليا.

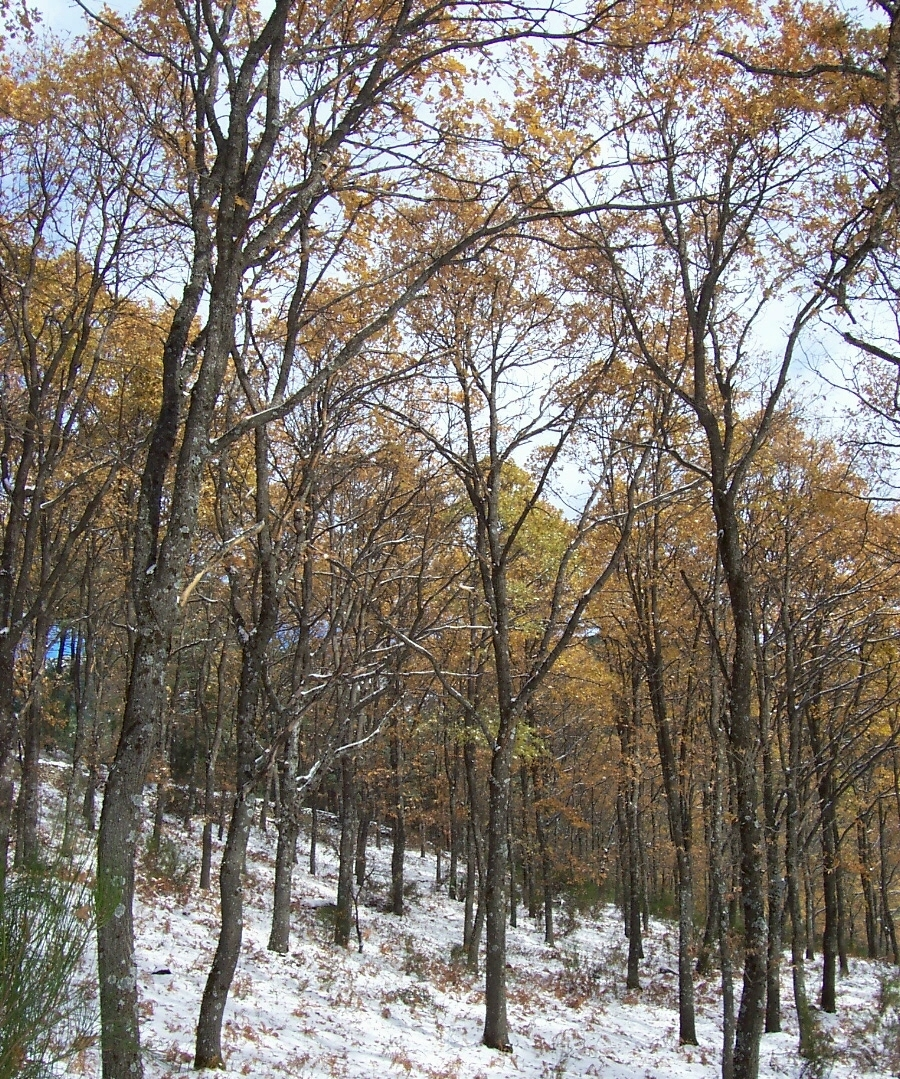
أشجار سنديان برانسي